# Talugtug
Talugtug est une localité de la province de Nueva Ecija, aux Philippines. En 2015, elle compte 23 817 habitants.